# Robert Zimmermann (Fußballspieler)
Robert Zimmermann (* 21. Mai 1963 in Gera) ist ein ehemaliger deutscher Fußballspieler.

## Sportliche Laufbahn
Robby Zimmermann spielte zu Beginn seiner Karriere bei der BSG Wismut Gera im Nachwuchs. 1977 wurde er zum Schwerpunktclub des Bezirkes Gera, dem FC Carl Zeiss Jena, delegiert. In der Oberliga debütierte er am 9. Spieltag der Saison 1982/83 beim 2:1-Sieg des FCC im Heimspiel gegen die SG Dynamo Dresden. Bis zu seinem Abschied aus Jena, wo er zeitweise auch in der zweiten Mannschaft in der Liga oder Bezirksliga eingesetzt wurde, erzielte Zimmermann für die Jenaer in 94 Partien in der höchsten Spielklasse der DDR acht Treffer. Am 27. August 1986 bestritt er ein Match für die Olympiamannschaft in einem Freundschaftsspiel in Hoyerswerda gegen Polen (1:1), nach dem die Spielzeit im Vereinsdress mit zwei Siegen in den ersten beiden Punktspielen und einem Tor für ihn gut begonnen hatte.
In der Bundesligasaison 1990/91 stand er beim 1. FC Kaiserslautern unter Vertrag, für den der Offensivakteur in jener Spielzeit einen Erstligaeinsatz bestritt und dabei mit den Pfälzern die deutsche Meisterschaft gewann. Danach war er drei Jahre lang beim KSV Hessen Kassel in der drittklassigen Amateur-Oberliga aktiv. In der Saison 1993/94 gelang ihm mit dem hessischen Traditionsverein der Aufstieg in die Südstaffel der wiedereingeführte Regionalliga.

## Erfolge
- 1991: Deutscher Meister mit dem 1. FC Kaiserslautern
- 1994: Aufstieg in die Regionalliga Süd mit dem FC Hessen Kassel